# Marmorierter Zwergpanzerwels

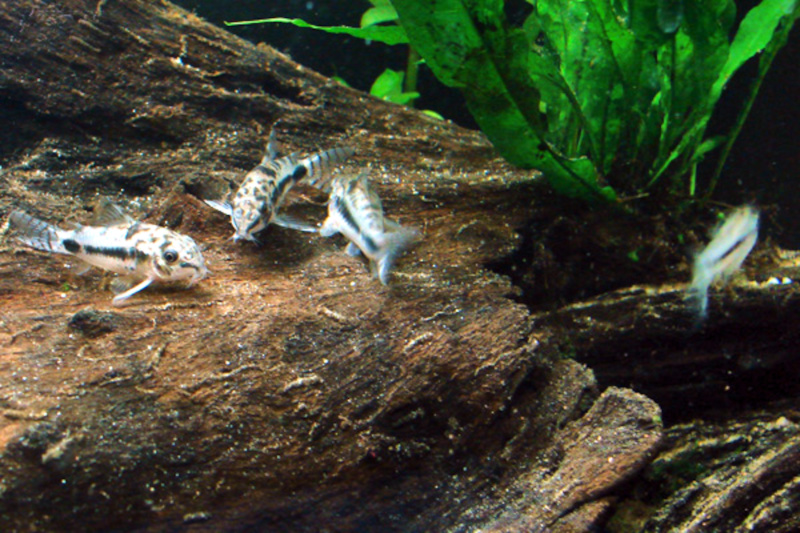
Richtige Gruppenhaltung vom Marmorierten Zwergpanzerwels

Der Marmorierte Zwergpanzerwels (Hoplisoma habrosum, Synonym: Corydoras habrosus, griechisch: habrosus = hübsch, ansprechend), auch Sattel-Zwergpanzerwels oder Schachbrett-Panzerwels genannt, ist einer der kleinsten Süßwasserfische aus der Unterfamilie der Panzerwelse. Er wird drei bis vier Zentimeter lang.

## Merkmale
Der Marmorierte Zwergpanzerwels hat eine unverwechselbare Musterung: Die Grundfarbe ist silbrig-glänzend bis oliv, Punkte in dunkelbraun bis schwarz mustern Flanken, Rücken- und Schwanzflosse, das Seitenlinienorgan ist mit schwarzen Flecken geschmückt. Wie alle Corydoras-Arten ist C. habrosus ein Darmatmer, der in regelmäßigen Abständen zur Wasseroberfläche schwimmt, um dort mit dem Maul atmosphärische Luft aufzunehmen.

## Ökologie

### Vorkommen
Der Marmorierte Zwergpanzerwels lebt in Flüssen und Bächen des tropischen Südamerika in Kolumbien und Venezuela im Orinoco, Rio Casanare, Rio Salinas und im Rio Pajo Viejo.
Die Gewässer, in denen der Marmorierte Zwergpanzerwels vorkommt, weisen folgende Wasserwerte auf:
- einen pH-Wert von 6 bis 7,5
- einen GH-Wert von 2 bis 22 °d
- einen KH-Wert von 1 bis 12°
- und eine Temperatur von 22 bis 26 °C.

### Fortpflanzung
In der freien Wildbahn vollziehen die Panzerwelse nach der Regenzeit, wenn sich das Wasser wieder erwärmt hat, ihr arttypisches Paarungsverhalten, nach der Regenzeit befinden sich sehr viele Schwebstoffe und somit auch Beutetierchen im Wasser. Die Tiere vollziehen ein spezielles Paarungsverhalten, bei dem das Männchen das Weibchen umkreist und stark zuckt. Das Weibchen sucht zum Ablaichen gut geeignete Stellen geschützte Steine und Blätter, um anschließend daran die rund 40 Eier zu heften, die die Männchen anschließend befruchten.

### Ernährung
Der Marmorierte Zwergpanzerwels ist allesfressend (omnivor) und ernährt sich, indem er am Boden und in Bodennähe nach Algen, Detritus, Kleintieren und Pflanzenteilen sucht.

## Aquaristik

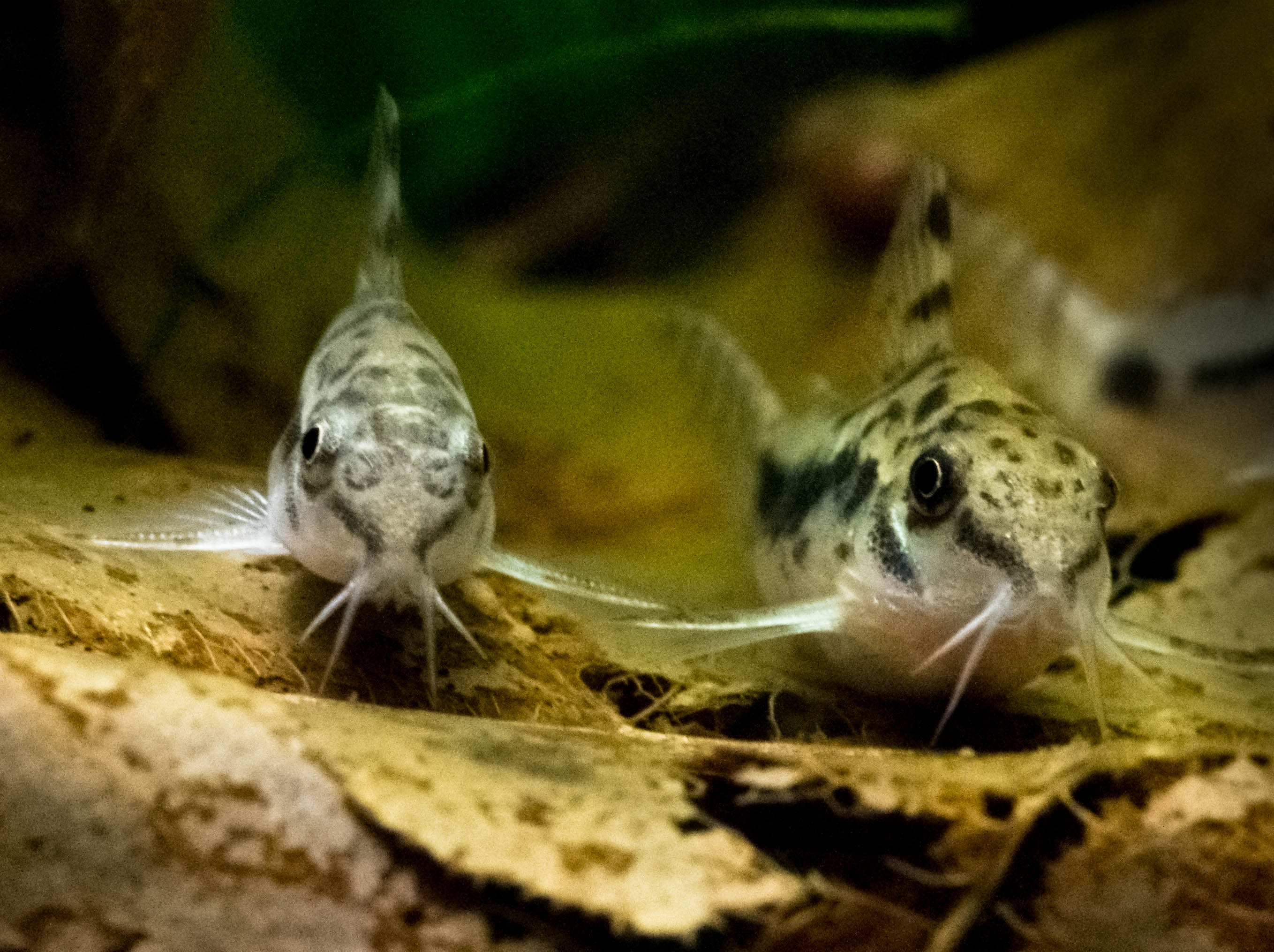
Zwei Zwergpanzerwelse im Aquarium – links ein männliches Tier, rechts ein Weibchen

Die Tiere sind Schwarmfische und sollten bei Aquarienhaltung in Gruppen von mindestens acht Tieren gepflegt werden. Es sollte allerdings darauf geachtet werden, dass keine zu großen oder räuberischen Fische hinzugesetzt werden. Der Marmorierte Zwergpanzerwels ist sehr friedlich und kann auch mit kleineren Fischen oder Garnelen problemlos vergesellschaftet werden. Wichtig ist ein weicher, nicht scharfkantiger Bodengrund (Sand ist optimal), da sich die Tiere sonst die Barteln verletzen können. Er kann in Becken ab 50 l gehalten werden.

### Zucht

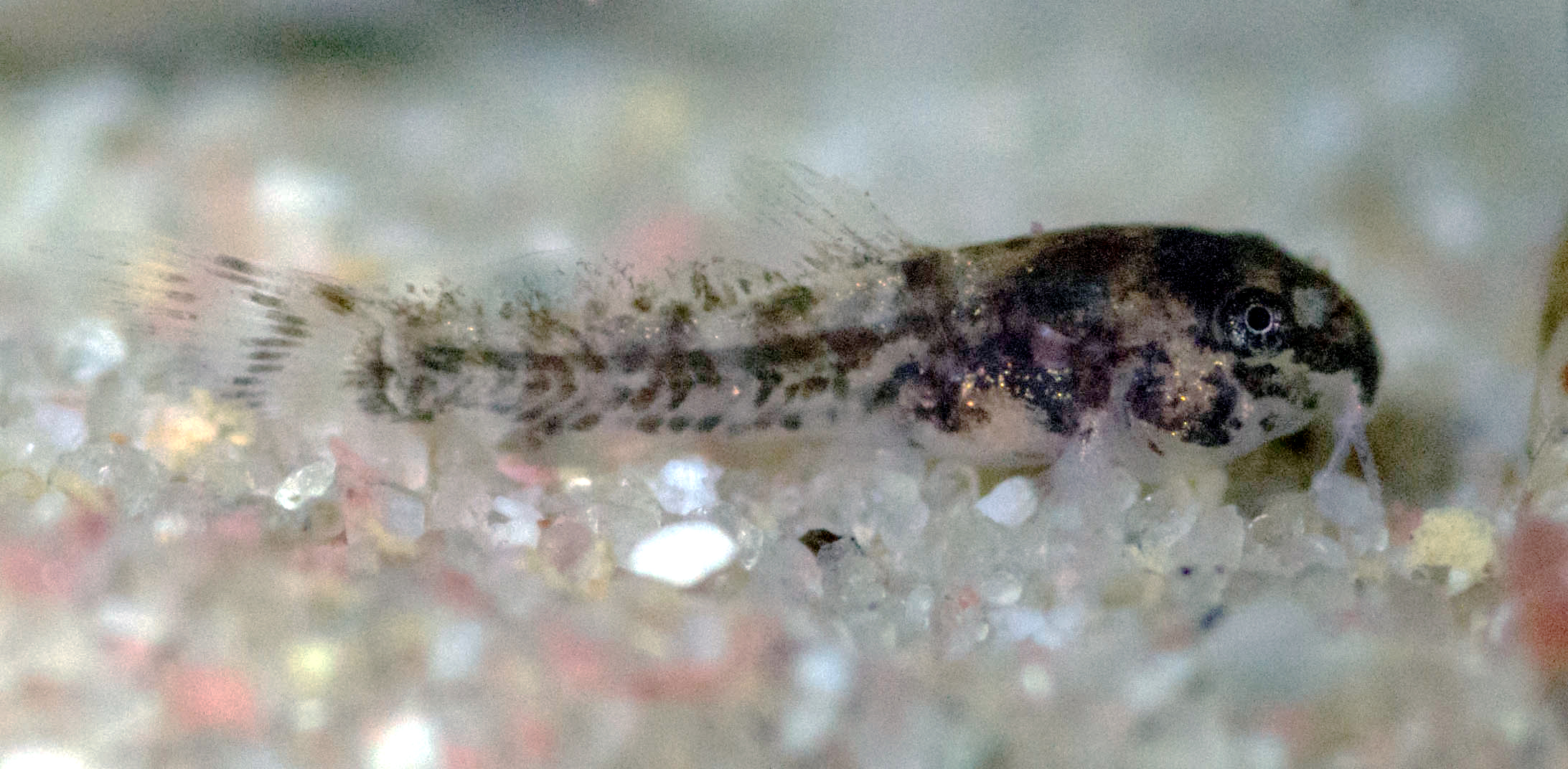
Ein etwa ein Zentimeter großer Jungfisch

Es handelt sich um eine leicht zu züchtende Art. Die Laichbereitschaft wird durch die Simulation einer Regenzeit (starke, abrupte Teilwasserwechsel) eingeleitet. Zur erfolgreichen Zucht benötigt man ein weibliches Exemplar und zwei bis drei männliche. Ein Weibchen legt nacheinander etwa 40 Eier, welche an großen Blättern, Steinen oder einfach an die Aquarienscheiben geklebt werden. Die Weibchen zeichnen sich durch ihre Fülligkeit und durch die runden Bauchflossen, statt der spitzen Bauchflossen der Männchen aus. Die Eier können von den Alttieren nach kurzer Zeit getrennt werden, müssen aber nicht. Der Marmorierte Zwergpanzerwels ist, im Vergleich zu vielen anderen Corydoras-Arten, kein Laichräuber und frisst die kleinen Larven auch nicht. Bei 26 bis 28 °C brauchen die Larven etwa vier Tage bis zum Schlüpfen. Die Larven sind sehr klein und nahezu durchsichtig. Zwei bis drei Tage nach dem Schlüpfen, wenn der Dottersack aufgebraucht ist, können die Larven mit Artemia-Nauplien gefüttert werden. Später kann feinstes Flockenfutter aus Algen und Mischfutter gegeben werden.

### Futter
Im Aquarium eignet sich zudem folgendes Futter: Lebendfutter (Artemia, Mückenlarven, Grindalwürmer), Frostfutter (Cyclops) und Trockenfutter (Tabletten, Futterflocken). Er sucht immer wieder am Boden nach Essbarem und durchwühlt ihn mit seinen Barteln.